# Alden (Schiff)
Die USS Alden (DD-211) war ein Zerstörer der United States Navy, der im Zweiten Weltkrieg zum Einsatz kam. Das Schiff, das der 156 Schiffe umfassenden Clemson-Klasse angehörte, diente zu Anfang des Krieges in der Pazifikflotte, eskortierte jedoch gegen Kriegsende nur noch Konvois. Getauft wurde die USS Alden von einer Nichte des verstorbenen Namensgebers – Konteradmiral James Alden jr. (1810 – 1877), der sich im Sezessionskrieg auszeichnet hatte.

## Geschichte der USSAlden
Die USS Alden entstand unter der Baunummer 477 auf der Schiffwerft von William Cramp & Sons. Sie war das sechste Schiff der Clemson-Klasse, das auf dieser Werft entstand, die zuvor schon 21 Zerstörer der Wilkes-Klasse (1917–1919) und zwei Zerstörer der Caldwell-Vorläufer (1916–1918) gebaut hatte, die zum Zeitpunkt der Fertigstellung der Alden ausgeliefert waren.
Die Kiellegung der Alden erfolgte am 24. Oktober 1918 auf der Werft in Philadelphia und am 14. Mai 1919 lief das Schiff dann vom Stapel. Die Indienststellung erfolgte am 24. November 1919.
Das Schiff entsprach in Größe und Ausstattung den anderen Schiffen der Klasse. Bei einer Standard-Verdrängung von 1215 ts (1590 t maximal) hatte ein Schiff dieser Klasse eine Länge von 95,8 m über alles, eine Breite von 9,4 m maximal und einen normalen Tiefgang vom 3,0 m. Die Schiffe verfügten als Antriebsanlage über zwei gleichlaufende Turbinensätze, die 27.000 PS produzierten und eine Höchstgeschwindigkeit von 35 Knoten ermöglichten. Die Reichweite betrug bei 15 Knoten Marschgeschwindigkeit 9100 Kilometer.
Als Hauptbewaffnung verfügten die Zerstörer, wie die beiden vorangehenden Klassen über vier 102-mm-Geschütze in Diamant-Aufstellung (Bug- und Heckgeschütz sowie zwei Seitengeschütze auf gleicher Höhe), eine 76-mm-Flak sowie vier 533-mm-Drillings-Torpedorohre. Die Standard-Besatzung der Alden bestand aus acht Offizieren, acht Unteroffizieren und 106 Mannschaftsdienstgraden.
Mit dem Kommando über das Schiff wurde William Ancrum am 24. November 1919 beauftragt.
Nach dem Stapellauf folgten die Ausbildung der Mannschaft sowie weitere Umbauten oder Reparaturen. Im Zuge der flottenweiten Schiffskennung am 17. Juli 1920 wurde das Kennzeichen der Alden von „Zerstörer Nr. 211“ auf „DD-211“ geändert.

## Die Zeit bis zum Zweiten Weltkrieg

### Aufgaben nach dem Ersten Weltkrieg
Am 5. Dezember 1919 lief der Zerstörer zu seinem ersten Einsatz in europäische Gewässer aus. Über einen Zwischenstopp in Konstantinopel wurde Samsun an der türkischen Küste erreicht. Nach einem Halt in Samsun und der anschließenden Passage der türkischen Nordküste wurde Kurs in Richtung Venedig genommen. Dabei legte das Schiff im Frühjahr 1920 in mehreren Adria-Häfen an, um dort „Flagge zu zeigen“ und so die amerikanischen Interessen in der Region zu vertreten. Dabei transportierte sie auch Post- und Personen. In Venedig übernahm die Alden eine Zeit lang die Aufgabe eines Stationsschiffs.
Nach kurzer Zeit lief sie jedoch wieder nach Konstantinopel aus, um an den Hilfsmaßnahmen für Flüchtlinge des Russischen Bürgerkrieges teilzunehmen. Die russischen Flüchtlinge wurden hier sanitär betreut und mit Nahrungsmitteln versorgt. Dennoch weilte der Zerstörer auch hier nicht lange und wurde schnell in die Adria zurückbeordert. Nach demonstrativen Aufenthalten in Kotor und Split lief der Zerstörer wieder Venedig an (12. bis 13. Dezember 1920), bevor sie endgültig die Adria verließ, um auf Anweisung des US-Marinestabs zur Asienflotte zu stoßen.
Über den Suez-Kanal erreichte der Zerstörer schließlich am 2. Februar 1921 Manila auf den Philippinischen Inseln. Nach kurzen Wartungsarbeiten in der Basis der Asienflotte Cavite und über einen Halt in Hankow lief die Alden am 27. September 1921 im Hafen von Shanghai ein. Diese Einsätze dienten ebenfalls der Wahrung amerikanischer Interessen in der Republik China.
Neben mehreren Fahrten zwischen Manila, Cavite und weiteren Zielen, wie zum Beispiel Mariveles (Bataan) nahm das Schiff auch an zahlreichen Übungen der Asienflotte teil. Als letzten Teil ihrer Mission besuchte sie den Hafen von Yokohama, bevor sie wieder in die Vereinigten Staaten zurückgerufen wurde. Letztlich erreichte sie am 2. Oktober 1922 San Francisco (Kalifornien) und wurde am 24. Januar 1923 in San Diego (Kalifornien) außer Dienst gestellt und eingemottet. Sie blieb den Rest der 1920er-Jahre inaktiv.

### Generalüberholung und weitere kleinere Aufgaben
Am 8. Mai 1930 wurde die Alden in San Diego wieder in Dienst gestellt und der Zerstörer-Division 46 (Destroyer Division 46) zugeordnet. Dabei wurde sie in die Mare Island Naval Shipyard versetzt. Hier wurden in den nächsten sechs Jahren regelmäßig Schulungen auf ihr durchgeführt. Im Frühjahr 1936 wurde sie zwei Monate lang überholt.
Da am 14. April 1936 bei einem Zusammenstoß mit der USS Whipple (DD-217) die USS Smith Thompson (DD-212) schwere Schäden davongetragen hatte, wurde am 19. Mai 1936 entschieden, die Alden an Stelle der Smith Thompson in die Asienflotte zu integrieren. Nach einem kurzen Stopp in Pearl Harbor, Wake Island und Guam erreichte das Schiff schließlich am 20. August 1936 Chefoo (Ostchina). Im Laufe der nächsten sechs Jahre war die Alden somit zunächst an die Zerstörerdivision 13 (DesDiv 13) gebunden. Dadurch konnte sie aber in den Sommern die Möglichkeit wahrnehmen, von Chefoo zu den Philippinen zurückzukehren, so an weiteren Übungen teilzunehmen und in Cavite zu überwintern. Als sich jedoch die Spannungen zwischen China und Japan im Zweiten Japanisch-Chinesischen Krieg entluden, wurde sie in Manila stationiert.

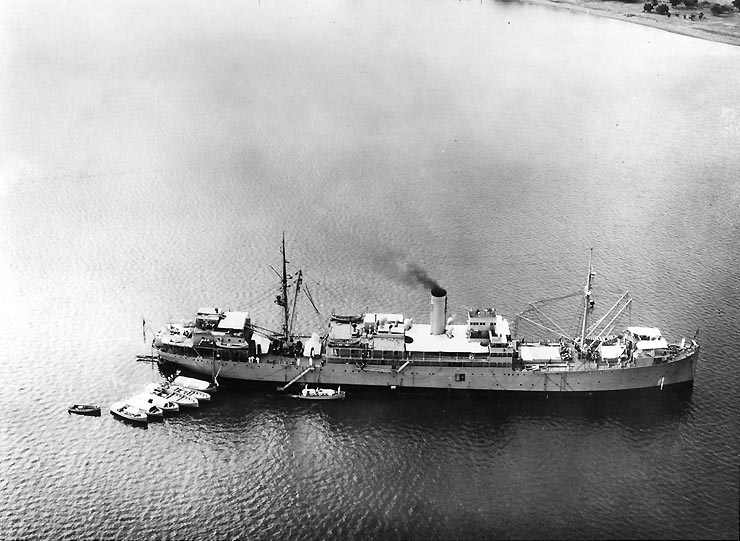
Der Tender Black Hawk

Den folgenden Sommer verbrachte die USS Alden zusammen mit dem Tender USS Black Hawk (AD-9) und schiffte in Haiphong (Französisch-Indochina) vom 21. bis zum 28. Juni 1938 ein, bevor sie wieder nach Chefoo verlegt wurde. Mit dem Beginn des Zweiten Weltkrieges in Europa im September 1939 stieg auch die Besorgnis der Amerikaner über Interessenkonflikte mit Japan im Pazifikraum.
Auf den Philippinen wurde die Alden, wie auch viele weitere Schiffe des Verbandes, auf Anordnung des Admirals Thomas C. Hart im Spätsommer 1940 für den Krieg einsatzklar gemacht. In der angespannten Lage im Herbst 1941 nahm die Mannschaft noch einmal an Ausbildungen auf den Philippinen teil.

## Einsatz im Zweiten Weltkrieg

### 1941
Während sich die Alden auf ihrer Mission nach Singapur befand, erreichte sie am 8. Dezember 1941 um 03:00 Uhr die Funkmeldung: „war has been started by Japan“ (Krieg von Japan begonnen). Als die Nachricht vom japanischen Angriff auf Pearl Harbor gerade einen Tag alt war, wurden in Singapur bereits Berichte über eine japanische Invasion auf der Malaiischen Halbinsel laut. Durch steigenden Druck der US-Regierung sah sich Admiral Phillips zum Handeln gezwungen. Ohne Verstärkungen war er genötigt, einen Marineverband aus lediglich sechs Schiffen zu bilden, die Force Z. Da sich die Alden jedoch noch auf dem Weg nach Singapur befand und der Geschwindigkeit der Flotte unterlegen war, blieb sie wie viele weitere Zerstörer nach ihrer Ankunft im Hafen von Singapur zurück.
Als die Alden Singapur am Morgen des 10. Dezember erreichte, wurde sofort ein Verbindungsbüro eingerichtet. Zeitgleich wurde die Besatzung von der Versenkung der beiden Schlachtschiffe Prince of Wales und der Repulse informiert. Durch die Zerstörung beider Schiffe hatten die Alliierten ihre einzigen beiden Großkampfschiffe im Indischen und südlichen Pazifischen Ozean verloren, sodass einer japanischen Invasion Malaysias nichts mehr entgegengesetzt werden konnte.
Nachdem Begleitzerstörer der „Force Z“ den Hafen von Singapur mit zahlreichen verletzten und geborgenen Matrosen erreicht hatten, lief die Alden mit weiteren Zerstörern in die Schlachtgewässer aus, um weitere Überlebenden zu bergen. Entgegen allen Erwartungen wurden nur Trümmer gesichtet, schließlich wurde das Unterfangen aufgegeben.
Auf dem Rückweg nach Singapur kam die Alden erstmals mit dem Feind in Berührung. Als am Morgen des 11. Dezembers gegen 06:30 Uhr ein U-Boot-Angriff bemerkt wurde, scherten die Alden und die Edsall aus der Formation aus und untersuchten das Gebiet weiträumig. Als der Kontakt zum U-Boot verloren ging, wurde wieder Ziel auf Singapur genommen und der Hafen am Morgen des 11. Dezembers erreicht. Während des Aufenthaltes wurden die Kraftstoffbunker aufgefüllt und die Flagge auf Halb-Mast gesetzt, um den verstorbenen Matrosen der Prince of Wales und Repulse zu gedenken.
Die Alden blieb noch bis zum Morgen des 14. Dezembers in Singapur, lief dann aber mit der restlichen Division ins niederländische Surabaya auf Ostjava (Indonesien) aus. Sie erreichte den Hafen am späten Nachmittag des 15. Dezembers.

### 1942
Die ersten Wochen des Jahres 1942 verbrachte die Alden damit, als Teil der Zerstörer-Division (DesDiv) 58 Konvois zur Unterstützung der ABDA-Flotte (eine Vereinigung mehrerer alliierter Flottenverbände) zu begleiten.

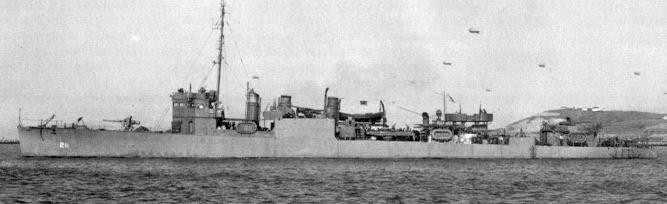
Die USS Alden im Jahr 1942

Während solch einer Fahrt hatte die Alden erneut Feindberührung. Als sie den Öltanker Trinity nach Port Darwin begleitete, wurde dieser am Morgen des 20. Januar 1942 von einem U-Boot mit Torpedos angegriffen. Daraufhin griff die Alden das U-Boot mit Wasserbomben an, bis sie den Kontakt verlor.
Nachdem die Alden und die Trinity gegen 16:20 Uhr den Zielhafen erreicht hatten, wurde das Schiff wieder aufgetankt und zusammen mit der USS Edsall auf Patrouille geschickt. Dabei traf man auf zwei ebenfalls patrouillierende australische Schiffe. Am Morgen des 21. Januars entdeckte die Alden das U-Boot und schoss sechs Batterieladungen ab, die das fliehende Ziel jedoch verfehlten. Nachdem der Feindkontakt erneut abgebrochen war, wurden von einem Flugzeug Nachrichten über die Versenkung eines U-Boots in der Nähe übermittelt. Vermutlich handelte es sich bei dem U-Boot um das Minenlege-U-Boot I-124 der kaiserlich japanischen Marine. Nach der Erledigung des Auftrages liefen die Schiffe wieder in Port Darwin ein.
Am 3. Februar erhielt der Zerstörer den Befehl, mit einem Konvoi in Richtung Cilacap auszulaufen und erreichte den Hafen der an der Südküste von Java gelegenen Stadt am Nachmittag des 10. Februar ohne weitere Zwischenfälle.

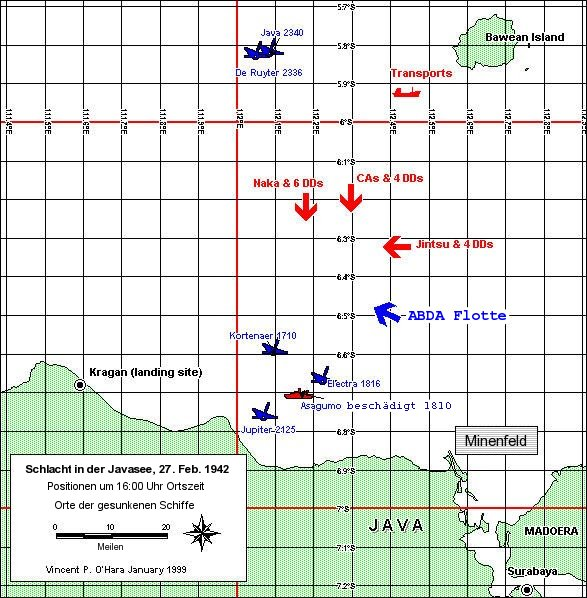
Schlachtbeginn der Schlacht in der Javasee

Als sich die japanische Flotte der Region näherte, wurde die Alden zusammen mit weiteren Zerstörern sowie dem Tender Black Hawk am 22. Februar in Surabaya zusammengezogen. Hier versammelten sich die meisten noch verbliebenen Schiffe der ABDA-Flotte zur finalen Schlacht.
Nachdem die Alliierten genaue Informationen zur Lage der japanischen Flotte erhalten hatten, bereiteten sie die Flotte unter dem Kommando des niederländischen Konteradmirals Karel Doorman zum Auslaufen vor. Zwischenzeitlich kam es zu kleineren Gefechten zwischen japanischen und alliierten Verbänden, an denen auch die Alden teilnahm.
Am Morgen des 28. Februars kam es schließlich zum Feindkontakt, der in der ersten Seeschlacht des Pazifikkrieges – der Schlacht in der Javasee – endete. Während fast die gesamte ABDA-Flotte auslief, blieb die Alden jedoch weiter in der alliierten Basis. Sie sollte mit ihrer Division das Minenfeld räumen und kämpfte gleichzeitig gegen zwei Wellen japanischer Bomber an.
Eine Stunde vor Mitternacht erhielt Lt Comdr. Coley als Kapitän des Zerstörers den Befehl, Exmouth-Golf an der Nordwestküste Australiens anzulaufen und sich somit der Schlacht zu entziehen, da im bisherigen Verlauf fast die gesamte ABDA-Flotte zerstört oder kampfunfähig gemacht worden war. Somit lief die 58. Zerstörer-Division am frühen Morgen des 29. Februars aus Surabaya aus und setzte Kurs auf die Bali-Straße, um nach Australien zu gelangen. Dabei wurden sie um 02:15 Uhr von zwei japanischen Zerstörern entdeckt, welche die Verfolgung aufnahmen und feuerten. Die USS Alden erwiderte dies kurz. Nach dem 15-minütigen Schusswechsel setzen ihre Schwesterschiffe Rauchwolken aus und alle Zerstörer entzogen sich mit der Höchstgeschwindigkeit von 35 Knoten dem Gefecht.
Am Nachmittag des 4. März wurde Fremantle (Westaustralien) erreicht. Nach kurzem Aufenthalt fuhr die Alden weiter nach Neuseeland, wo sie am 28. März 1942 Halt machte, anschließend durch den Südwest-Pazifik nach Pearl Harbor fuhr und am 7. Juni die Westküste der Vereinigten Staaten erreichte.
Nach einer Überholung in der Mare Island Werft eskortierte die USS Alden ab dem 11. August 1942 mehrere Konvois zwischen San Francisco und hawaiischem Gewässer.

### 1943
Im Laufe der nächsten acht Monate diente die USS Alden vor allem als Begleitschutz mehrerer Konvois, die ab Mare Island Werft starteten. Am 9. April 1943 wurde sie für weitere Aufgaben in die Karibik entsandt. Dabei durchfuhr sie am 16. April den Panama-Kanal und traf am 25. April auf Trinidad ein.
In den kommenden zwei Monaten eskortierte der Zerstörer Konvois zwischen Trinidad und der Guantánamo-Bucht, bevor sie für weitere Umbauten nach Norden zur New York Navy Yard beordert wurde, die sie am 28. Juni erreichte. Nach dem Abschluss dieser Umbauten erreichte sie am 11. Juli Norfolk (Virginia). Hier schloss sich der Zerstörer einem Konvoi nach Marokko an und erreichte so am 28. Juli Casablanca.
Nach dieser Mission kehrte sie über einen Zwischenstopp in Gibraltar in die Vereinigten Staaten zurück, wo die Alden am 27. August in der Marinewerft Charleston für weitere Umbauten ankam. Anschließend wurde sie nach Port of Spain (Trinidad) entsandt, wo der Zerstörer am 7. September in den Hafen einlief und letztlich weiter nach Recife (Brasilien) fuhr.
Gegen Ende des Jahres lief sie in der Casco Bay (Maine) im Nordosten der USA ein, wobei hier mehrere Schulungen der Mannschaft durchgeführt wurden, bevor sie wieder Kurs auf Norfolk nahm, wo sie am letzten Tag des Jahres 1943 in den Hafen einlief.

### 1944
Im Zuge des Jahres 1944 verließ die USS Alden am 5. Januar Hampton Roads und lief in nordafrikanische Gewässer aus, wo sie Teil einer U-Boot-Jagdeinheit um den Flugzeugträger Guadalcanal wurde. Begleitet wurde die Task Group 21.12 von den Zerstörern John D. Edwards, Whipple und John D. Ford.
Am 16. Januar sichteten mehrere Avenger-Torpedobomber drei U-Boote vor der Azorenküste, wobei U 544 versenkt werden konnte, während es den beiden anderen noch rechtzeitig gelang, abzutauchen. Nachdem der Verband Casablanca am 26. Januar erreicht hatte, allerdings ein Großteil des Bordgeschwaders der Guadalcanal durch Landeunfälle und Notwasserungen beschädigt worden war, fuhr die USS Alden nach einem Tankstopp drei Tage später wieder nach Norfolk zurück und erreichte den Hafen am 16. Februar. Für notwendig gewordene Reparaturen und Umbauten lief der Zerstörer in die Boston Navy Yard ein. Nach der Fertigstellung aller Umbauten fuhr die Alden wieder nach Norfolk zu ihrer Einheit zurück, wo sie am 12. März ankam.
In Norfolk wurde der Zerstörer dem Schiffskonvoi UGS-36 nach Tunesien zugewiesen. Dabei eskortierte er 72 Handelsschiffe. Am 31. März bemerkte der Konvoi ein U-Boot und sechs Stunden später, am Morgen des 1. April, wurde UGS-36 von 22 deutschen Flugzeugen angegriffen. Die Alden, die den hinteren Teil der Eskorte begleitete, schoss dabei zwei feindliche Flugzeuge ab und beschädigt zwei weitere schwer. Letztlich erreichte UGS-36 seinen Bestimmungsort Bizerta am 3. April. Nach einem neuntägigen Aufenthalt fuhr die Alden wieder in die Vereinigten Staaten zurück und erreichte Hampton Roads am 1. Mai.
Nach Notreparaturen an einem beschädigten Propeller nahm die Alden wieder ihre bisherige Aufgabe auf und eskortierte den Öltanker Elokomin, von Norfolk über Baytown und Galveston nach Guantanamo Bay und schließlich wieder zurück nach Galveston. Von hier stach sie erneut mit dem Öltanker in See und fuhr über Galveston nach Bermuda und Casco Bay nach Norfolk zurück.
Die restliche Zeit des Jahres verbrachte die Alden als Schulschiff für Reservisten in Panama, wo sie zusammen mit U-Booten operierte. Ende November lief sie dann wieder in ihrem Heimathafen Norfolk ein.

### 1945
Nach einer Kollision mit der USS Hayter lief die USS Alden am 31. Januar 1945 zur Durchführung von Reparaturarbeiten in die Norfolk Navy Yard ein. Diese endete am 28. Februar und der Zerstörer bekam die Order, den Mittelmeer-Konvoi UGF-21 ab 1. März zu eskortieren. Anschließend kehrte sie mit dem Konvoi GUF-21 wieder in die Vereinigten Staaten zurück. Dabei begleitete sie die Öltanker USS Mattaponi zwischen den Bermudas und Guantanamo und USS Chiwawa zwischen Guantanamo und Bermuda, bevor der Zerstörer wieder in Norfolk ankam.
Ihre letzte Mission führte die USS Alden am 15. Juni 1945 zum Philadelphia Naval Shipyard, wo sie am 15. Juli stillgelegt wurde. Ihr Name wurde am 13. August aus dem Schiffsregister der US Navy gestrichen und das Schiff an die Boston Metals Salvage Company verkauft, von der es in Baltimore (Maryland) am 30. November 1945 verschrottet wurde.

## Auszeichnungen
Die USS Alden erhielt für ihre Verdienste in den Jahren 1941 bis 1945 des Zweiten Weltkrieges drei Battle Stars.